# Río Latorica
El río Latorica (en húngaro: Latorca; en eslovaco: Latorica; en ucraniano: Латориця, transliterado como Latoritsia o Liatoritsia) es un río en la cuenca del Danubio. Su fuente está en los Cárpatos ucranianos (montes Cárpatos orientales), cerca del pueblo de Nizhny Vorota. Fluye desde Ucrania (156,6 km) hacia Eslovaquia (31,4 km), 188 km en total y hacia el oeste a través de las ciudades de Svaliava, Mukachevo, Solomonovo, Chop y Velke Kapusani. Su cuenca alcanza los 3.130 km². Su confluencia con el Ondava, en Zemplín, da lugar al nacimiento del río Bodrog, que es a su vez un afluente del Tisza que desemboca, por su parte, en el Danubio.
Una parte de su cuenca (Área paisajística protegida de Latorica, sitio Ramsar n.º 606, de 44,05 km²) fue añadida a la lista de humedales de importancia internacional del convenio de Ramsar desde 1993.